# Eupetersia bequaerti
Eupetersia bequaerti là một loài Hymenoptera trong họ Halictidae. Loài này được Meyer mô tả khoa học năm 1926.